# 中国人民解放军联勤保障部队第九六七医院
中国人民解放军联勤保障部队第九六七医院，主院区位于辽宁省大连市西岗区胜利路80号，隶属沈阳联勤保障中心，为三级甲等医院。

## 简介
1945年11月，组建吉辽军区后方医院。此后名称经多次变化，1954年改称中国人民解放军第二一〇医院。1964年6月迁至胜利路现址。2005年1月，原中国人民解放军第四〇三医院整编为第二一〇医院临床部。医院先后被评为“三级甲等医院”、“全国百佳医院”、“全国爱婴医院”等。
截至2014年，医院设有42个科室、61个专业，展开床位1050张；拥有6个军区级以上重点学科。中西医结合治疗白血病达到中华人民共和国国内领先水平；消化内镜诊断、心脏病介入治疗、人工关节置换、超声诊断等技术在沈阳军区及驻地优势较强。
2016年，在深化国防和军队改革中，中国人民解放军第二一〇医院由中国人民解放军沈阳军区转隶沈阳联勤保障中心。
2018年，第九六七医院是以原第二一〇医院为主体，合并大连地区原第四〇三医院、原第四〇六医院、原第二一五医院以及部分军队院校学院系门诊部组建而成。

## 历任领导
| 院长 …… - 王晓波（？—？） - 康万军（？—） | 政治委员 …… - 吕洪凯（？—2015年） - 王忠民（2015年—） |